# Botryobasidium longisporum
Botryobasidium longisporum ist eine Ständerpilzart aus der Familie der Traubenbasidienverwandten (Botryobasidiaceae). Sie bildet resupinate, spinnwebartige Fruchtkörper aus, die auf Dendrocalamus giganteus wachsen. Das Verbreitungsgebiet von Botryobasidium longisporum umfasst ein neotropisches Areal. Eine Anamorphe der Art ist nicht bekannt.

## Merkmale

### Makroskopische Merkmale
Botryobasidium longisporum besitzt weißliche, im Alter gelbliche, gespinstartige und dünne Fruchtkörper, die resupinat (also vollständig anliegend) auf ihrem Substrat wachsen und unter der Lupe leicht netzartig erscheinen.

### Mikroskopische Merkmale
Wie bei allen Traubenbasidien ist die Hyphenstruktur von Botryobasidium longisporum monomitisch, besteht also ausschließlich aus generativen Hyphen, die sich rechtwinklig verzweigen. Die Basalhyphen sind meist 5–10 µm breit, hyalin, dickwandig und nicht inkrustiert. Die 5–10 µm dicken Subhymenialhyphen sind hyalin und dünnwandig. Die Art verfügt wie die meisten Traubenbasidien nicht über Zystiden oder Schnallen. Die sechs- bis achtsporigen Basidien der Art wachsen in Nestern, werden 18–25 × 9–11 µm groß und sind zylindrisch bis eingeschnürt. Die Sporen sind subzylindrisch geformt, 10–13 × 3–4 µm groß, hyalin, glatt und dünnwandig.

## Verbreitung
Das bekannte Verbreitungsgebiet von Botryobasidium longisporum umfasst lediglich Taiwan.

## Ökologie
Botryobasidium longisporum ist ein Saprobiont, der auf Holz von Dendrocalamus giganteus wächst.